# Melasse

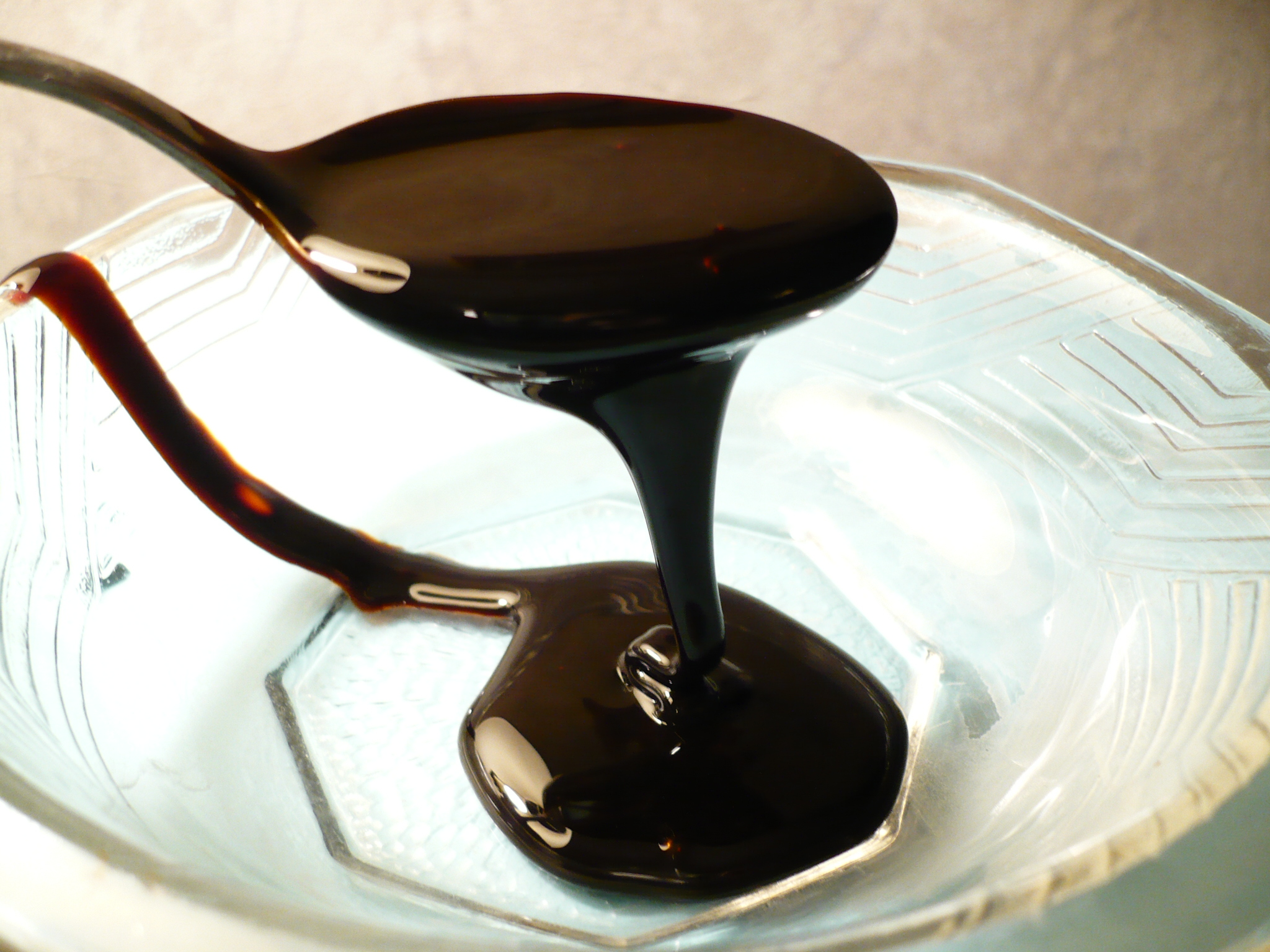
Melasse

Melasse ist ein zäher (hochviskoser) dunkelbrauner Zuckersirup, der als Nebenerzeugnis in der Zuckerproduktion aus Zuckerrohr, Zuckerrüben und auch aus Zuckerhirse anfällt. Melasse enthält neben etwa 60 Prozent Zucker (Saccharose oder Raffinose) organische Säuren, Betain, Vitamine und etwa drei Prozent anorganische Salze. Sie ist der Rückstand, aus dem keine Saccharose (Zucker) mehr kristallisiert werden kann. Um die Ausbeute der Kristallisation zu erhöhen, wird die Melasse mit Ionenaustauschern behandelt.
Melasse sollte nicht mit Zuckerrübensirup verwechselt werden, der durch Einkochen von Zuckerrüben gewonnen wird.

## Etymologie
Das Wort Melasse wurde über das Französische (mélasse) und/oder Spanische (melaza) ins Deutsche entlehnt und geht wohl über spätlateinisch mellacium ‚eingedickter Wein, Mostsirup‘ letztlich auf altgriechisch μέλι meli, deutsch ‚Honig‘ zurück.

## Verwendung
Der größte Teil der Melasse wird in der Landwirtschaft als direktes Futtermittel sowie als Pelletbinder für Futterpellets für Vieh eingesetzt. Zudem wird sie als zuckerhaltiger Sirup auf vielfältige Weise im Bereich der Nahrungsmittelindustrie eingesetzt und stellt einen wichtigen Fermentationsrohstoff im Bereich der Biotechnologie dar. In Deutschland wurden beispielsweise im Wirtschaftsjahr 2006/07 über 780.000 t Melasse verwendet, davon 530.000 t für Futterzwecke. In der Hefeproduktion wurden etwa 65.000 t verwendet und fast 10.000 t gingen an Alkoholbrennereien, die restlichen über 170.000 t nutzten sonstige Anwender.
In der Fermentationsindustrie stellt Melasse neben Zuckerdicksaft die günstigste Kohlenhydratquelle dar. Die Fermentation durch Hefe ist derzeit neben der Produktion von Bioethanol als Biokraftstoff die Hauptverwendung für Melasse. Trinkalkohol auf der Basis von Melasse ist vor allem in Rum, Wodka und indischem Whisky enthalten. Außerdem wird reiner Alkohol für Industrie und Medizin aus Melasse hergestellt. Weitere Fermentationsprodukte sind Glutaminsäure als Vorprodukt bei der Mononatriumglutamat-Produktion, Citronensäure (biotechnische Herstellung) und einige weitere Produkte. Als Restprodukt der Melasse-Vergärung entsteht die Vinasse, die zur Eiweißanreicherung in Futtermitteln oder zur Düngung eingesetzt werden kann.
In der pharmazeutischen Industrie wird Melasse als Nährmedium für Mikroorganismen zur Herstellung von Antibiotika (z. B. Penicillin) und in der biotechnologischen Industrie zur Produktion von Enzymen (z. B. Amylasen) genutzt. In Kosmetikprodukten wird sie in der Liste der Inhaltsstoffe als MOLASSES (INCI) aufgeführt.
Als Nahrungsmittel ist reine Melasse meist in Reformhäusern und Naturkostläden erhältlich. Sie kann als Brotaufstrich oder zum Backen verwendet werden und weist einen lakritzartigen Geschmack auf. Zum Trinken kann man etwas Melasse in heißem Wasser auflösen und einen Schuss Zitronensaft dazugeben.